# 萨尔茨堡新城

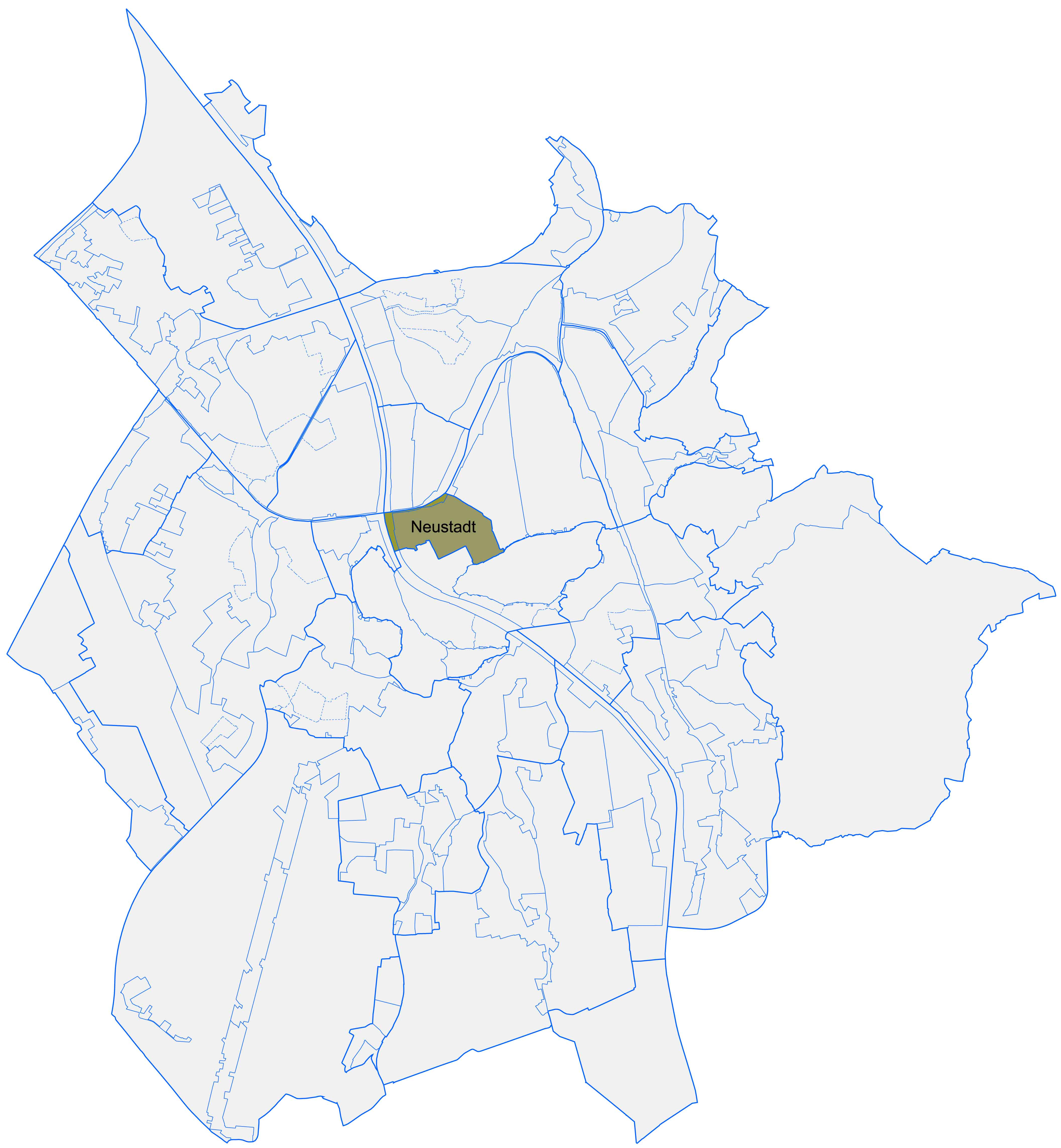

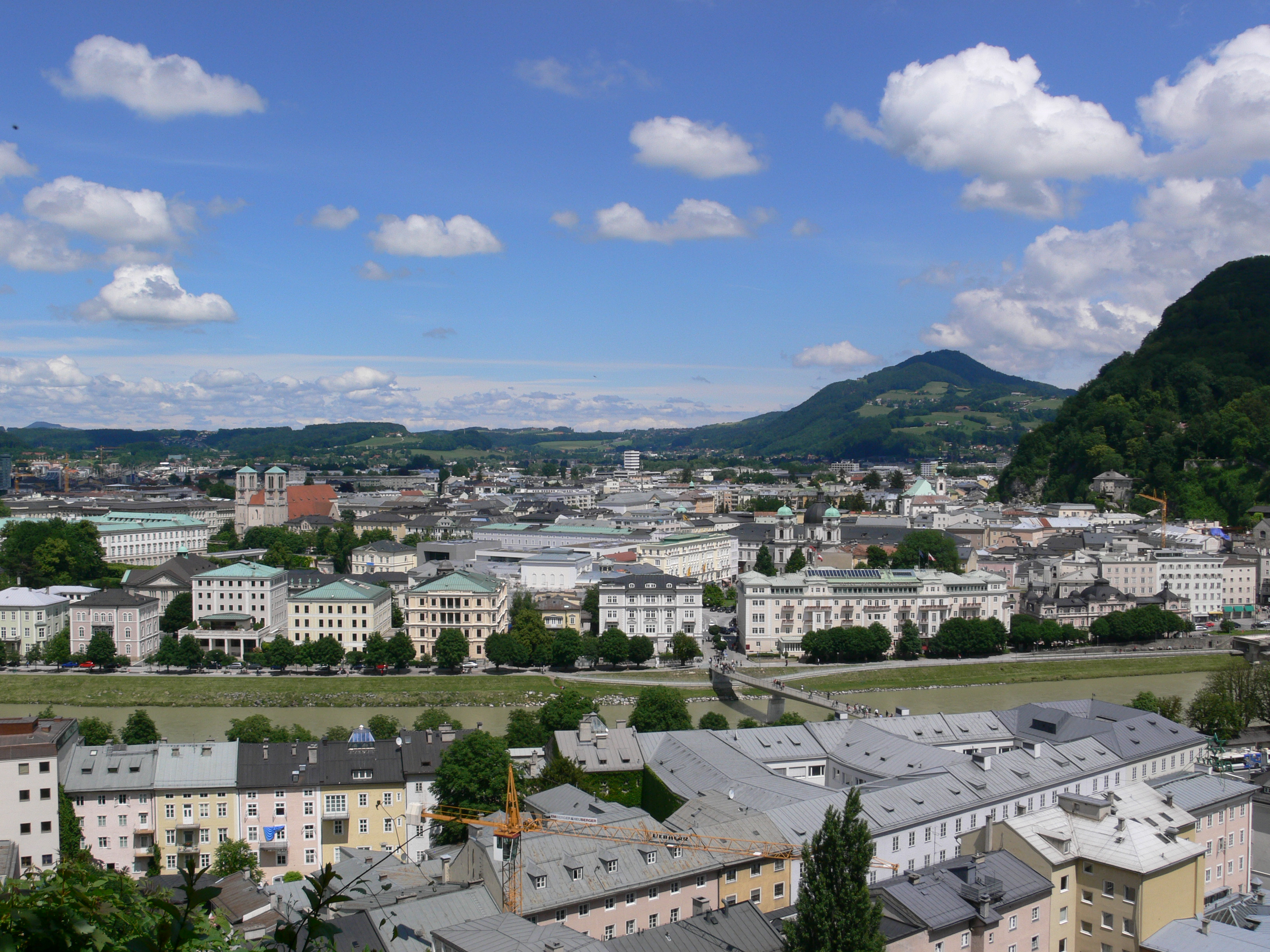

萨尔茨堡新城（Neustadt）是奥地利城市萨尔茨堡的一个区，是在圣安德肋堂（Andräkirche）周围大型堡垒的遗址上创建的，在欧内斯特-特恩大街（Ernest-Thun-Straße）和维尔塔勒大街（Vierthalerstraße）之间，因此也被称为“安德烈维尔特尔”（Andräviertel）。该区大部分是住宅，具有郊区特性。  

## 位置
新城的西部主要是沿萨尔察赫河的别墅，而东部是弗朗茨-约瑟夫大街（Franz-Josef-Straße）与其平行街道周围的大型出租公寓。该区是联合国教科文组织世界遗产萨尔茨堡历史中心（Historischen Zentrums der Stadt Salzburg）缓冲区的一部分。
新城的北部，与伊丽莎白郊区（Elisabeth-Vorstadt）之间，以罗森海姆－萨尔茨堡铁路为界。新城的东部，与沙尔莫斯区（Schallmoos）之间，以加贝尔斯贝格大街（Gabelsbergerstraße）为界。新城的南部，与萨尔茨堡老城（Altstadt）之间，

## 圣安德肋堂

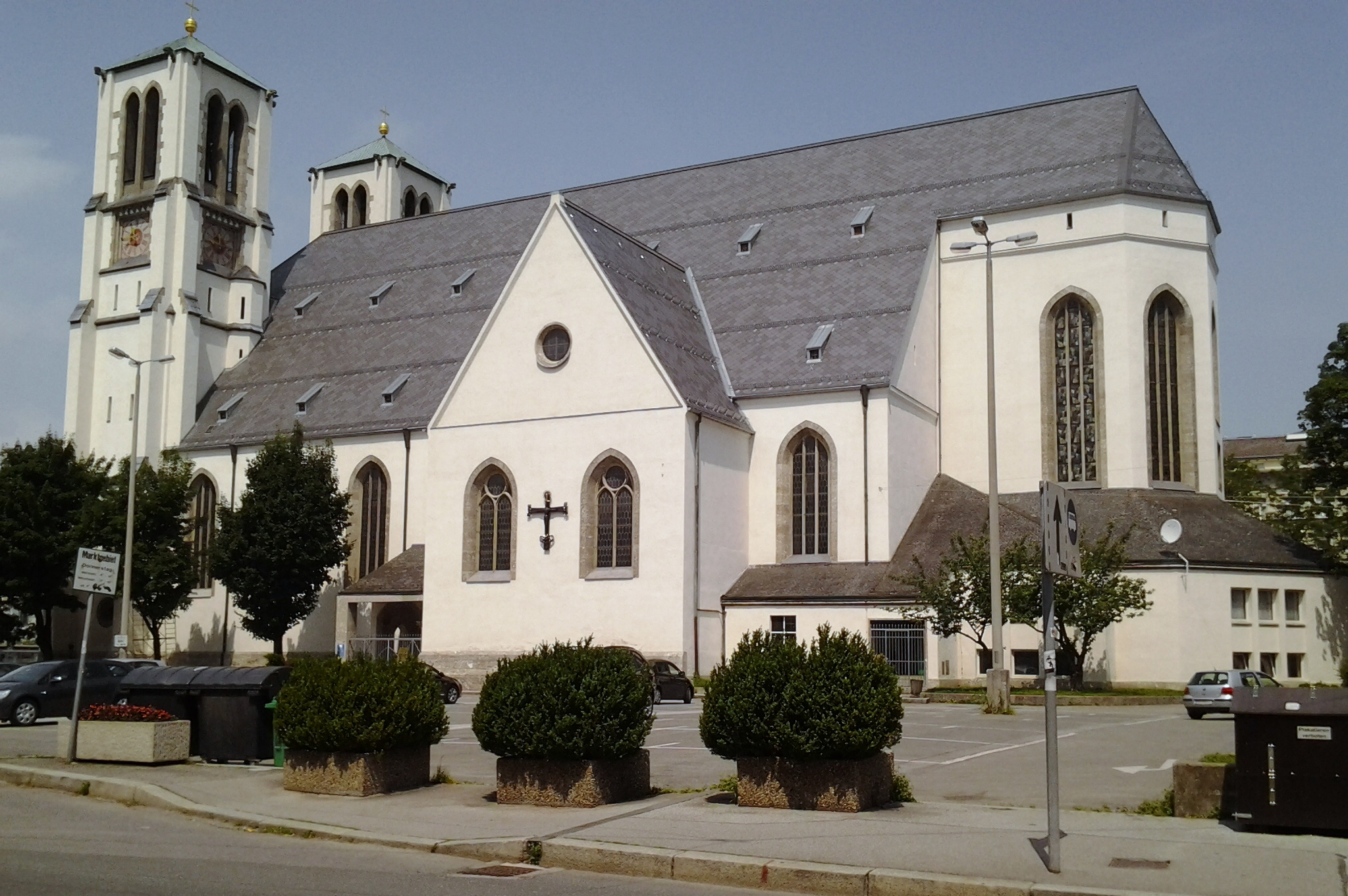
圣安德肋堂

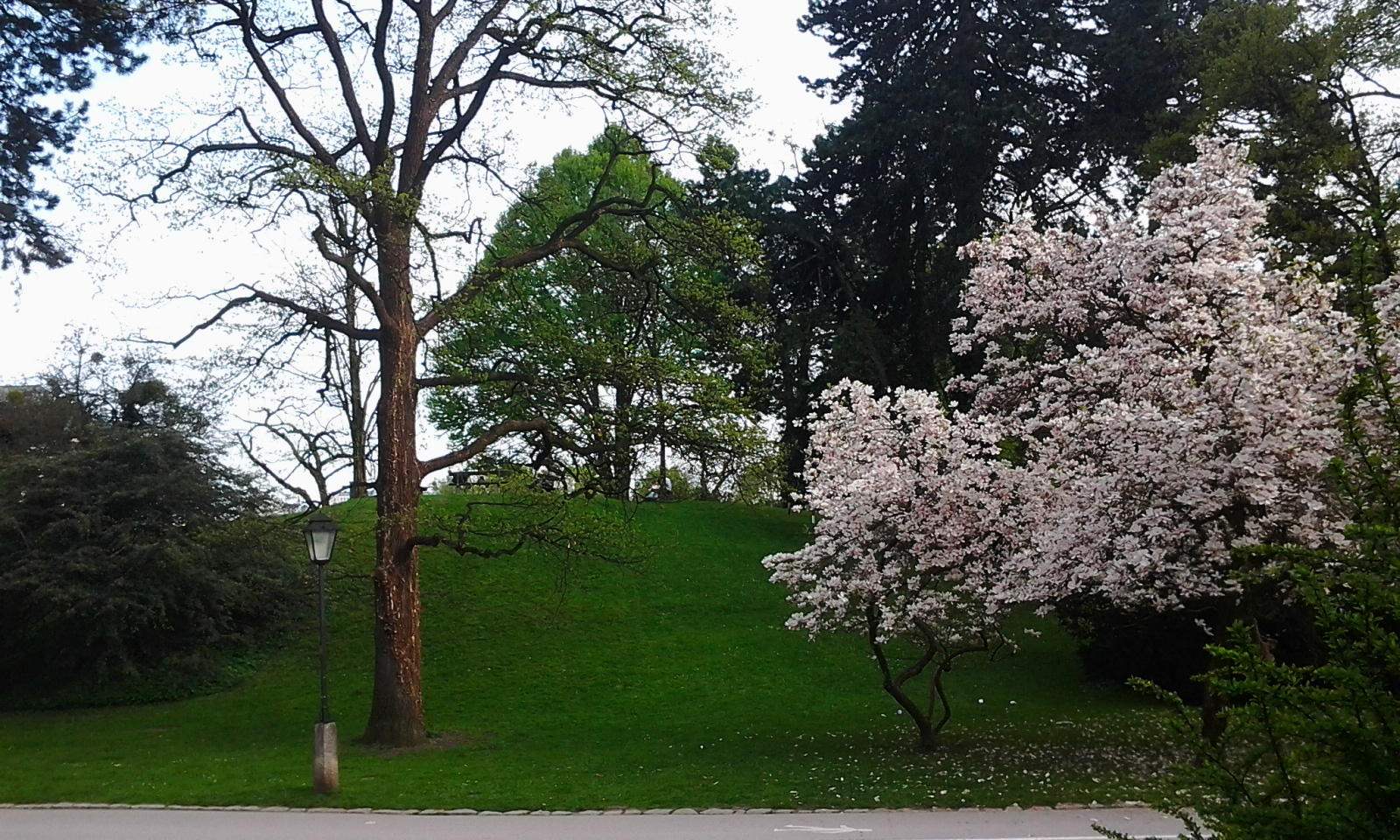
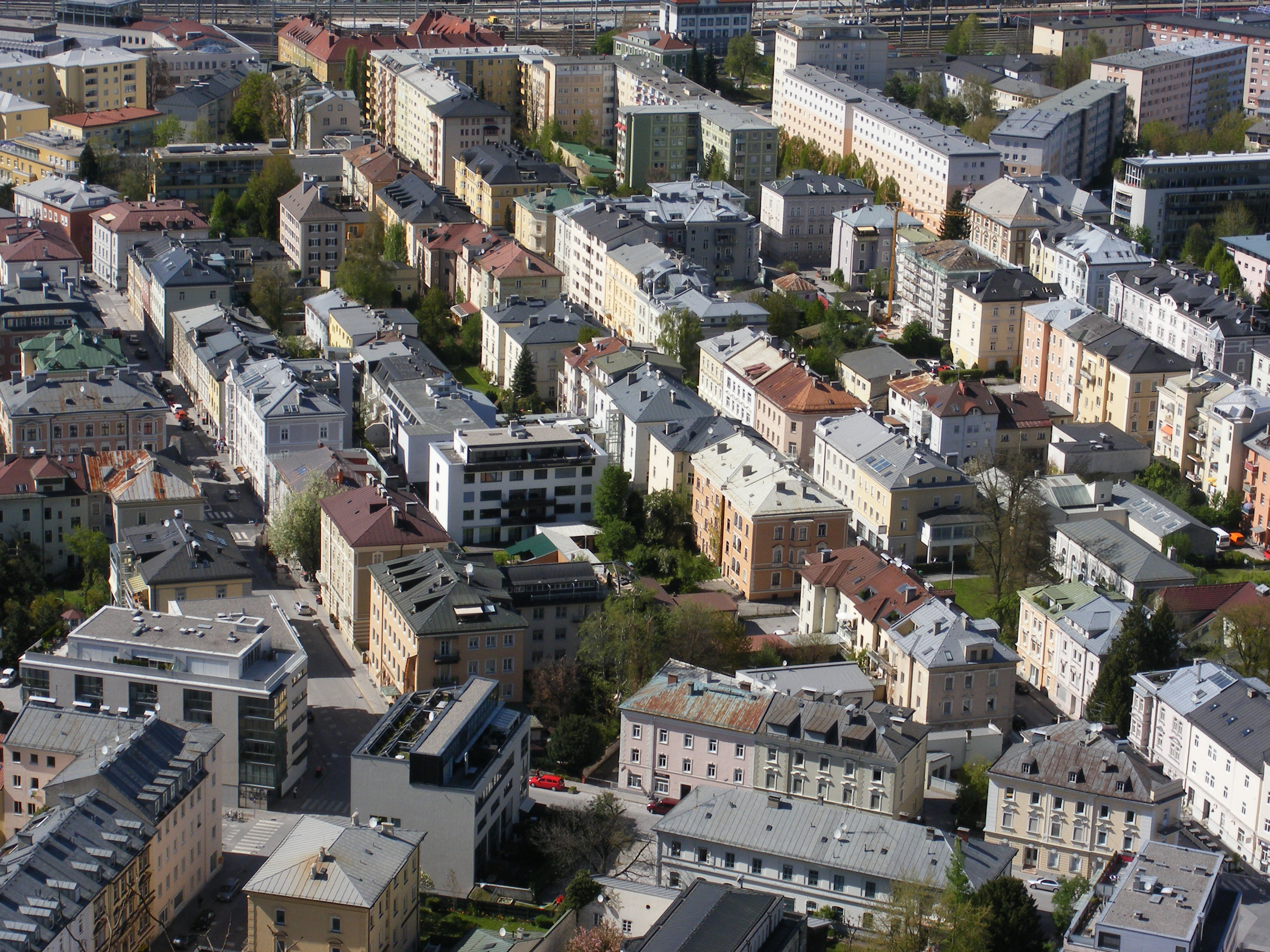
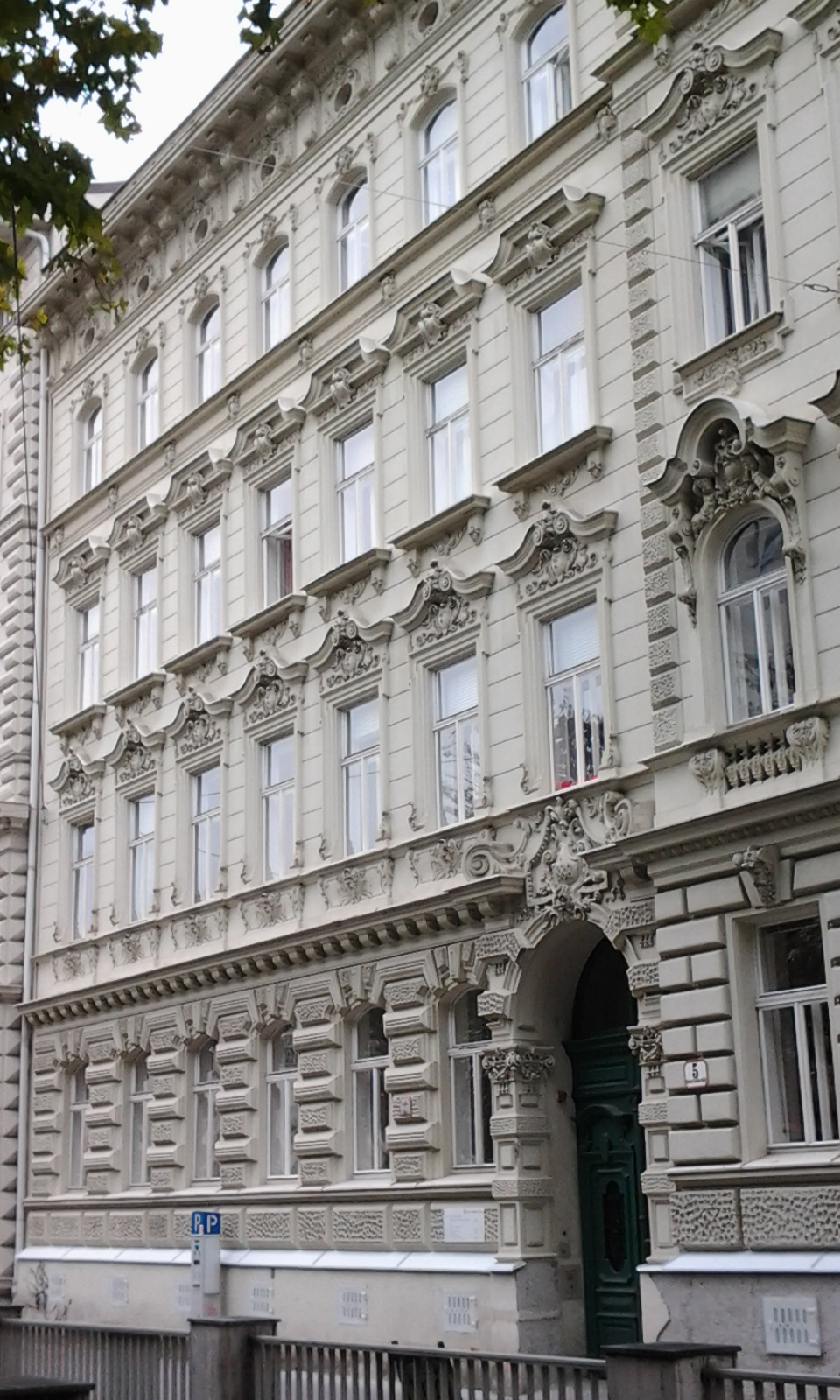
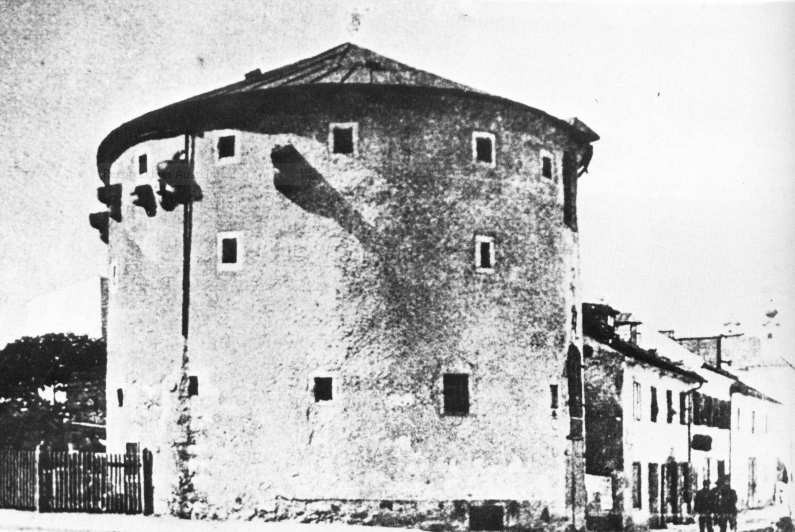
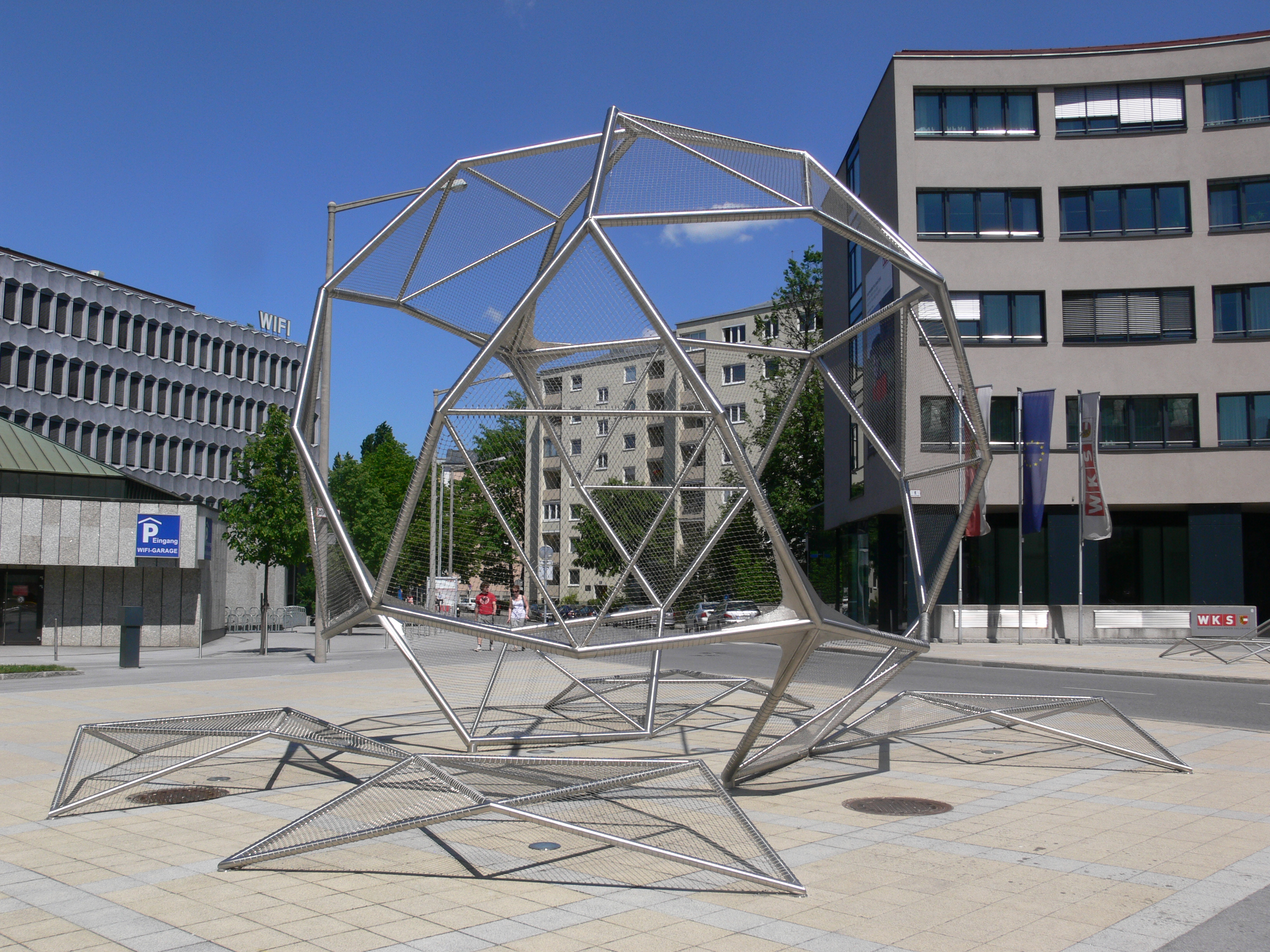
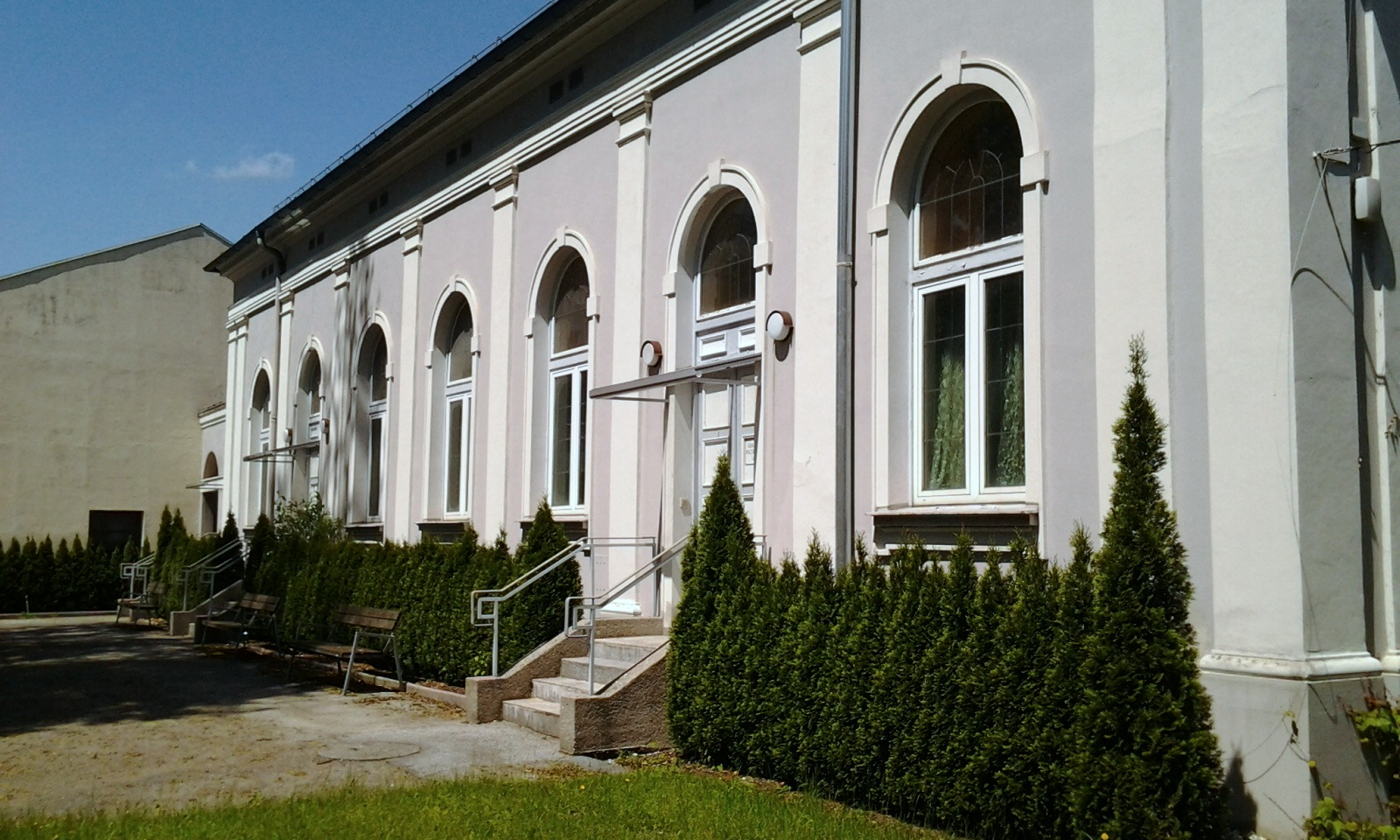
犹太会堂